# Topčider
Topčider je šumoviti park u Beogradu koji se prostire se 111.336 m2, u dolini Topčiderske reke, i već 150 godina je jedno od najomiljenijih izletišta Beograđana.
Topčider je turska riječ, preuzeta iz perzijskog jezika, i znači tobdžijska dolina. To je bilo mjesto gdje su Turci lili topove za napad na Beograd 1521. Uređenje Topčidera otpočeo je 1831. knez Miloš Obrenović gradnjom konaka, crkve, zatim kavane, vojarne i parka.
U prvim desetljećima 19. stoljeća, ovaj je predjel bio pun vinograda i ljetnikovaca imućnih ljudi. Na barovitom prostoru, u trski i rogozu, nikao je prvi park u Beogradu. O začecima parka postoji trag u zanimljivom dokumentu - pismu od 24. veljače 1831. godine, u kome se, između ostalog, kaže: "Nikakva kola ne puštajte da preko Topčidera idu, da livade kvare". Oko Konaka kneza Miloša, između 1831. i 1833. posađeni su u nekadašnje krečane platani koji su i do danas sačuvani. Topčider su znalački zasadili češki vrtlari. Središnji dio, cvjetni parter, kao simetrična kompozicija prema Miloševom konaku, završava se ispred kamenog obeliska (podignutog 1859.) i tako je naglašen paradni karakter ovog dijela.
Poslije Drugog svetskog rata pristupilo se regulaciji Topčiderske reke, pa je i na taj način ovaj prirodni kompleks postao najposjećenije izletište Beograđana. U ovom šumskom ambijentu, nalaze se i Topčiderska crkva, Dom garde, kao i nekoliko ugostiteljskih objekata.

## Vanjske poveznice
- Topčider nekada  Arhivirana inačica izvorne stranice od 27. rujna 2007. (Wayback Machine)